# Waiting for the End (Linkin Park)
Waiting for the End è un singolo del gruppo musicale statunitense Linkin Park, pubblicato il 1º ottobre 2010 come secondo estratto dal quarto album in studio A Thousand Suns.

## Descrizione
A differenza dei singoli pubblicati in precedenza dal gruppo, Waiting for the End è caratterizzata dalla poca presenza di chitarre distorte e inizia con un cantato in stile reggae di Mike Shinoda seguito dal cantato di Chester Bennington, presente nelle strofe e nei ritornelli. L'interludio del brano invece è caratterizzato dalla presenza delle chitarre accompagnate da campionamenti della voce di Bennington.

## Video musicale
Il video, pubblicato l'8 ottobre 2010, mostra il gruppo eseguire il brano in uno spazio completamente buio accompagnato da effetti digitali che illuminano i vari componenti, dove si possono vedere esempi "coreografici" di NURBS. Inoltre all'inizio del brano sono presenti alcune immagini tratte dall'album A Thousand Suns rappresentanti animali e altre figure.
Riguardo al video, il DJ Joe Hahn, regista del video, ha spiegato che esso si tratta di «un esperimento nel fare la versione più digitale di noi stessi nello spirito della visione di A Thousand Suns. Se avete seguito le nostre immagini in questo album, questo è il prossimo passo nel nostro cammino. Ho voluto spingere così in basso il sentiero digitale che alla fine è facile da sentire come spirituale. Come viviamo la nostra vita nel rumore digitale di oggi, possiamo trovare il nostro centro di umanità in mezzo al caos. Questa è la mia illustrazione di tutto ciò».
Per commemorare la tappa nordamericana dell'A Thousand Suns World Tour del 2011, il gruppo ha pubblicato un video alternativo del brano attraverso il proprio canale YouTube, i cui filmati sono stati realizzati da numerosi fan il 26 gennaio 2011 allo United Center di Chicago e il giorno successivo all'Xcel Energy Center di Saint Paul.

## Tracce
CD promozionale (Benelux, Germania, Regno Unito)
1. Waiting for the End – 3:51

CD promozionale (Europa)
1. Waiting for the End (Album Version) – 3:54
2. Waiting for the End (Instrumental) – 3:54
3. Waiting for the End (Acapella) – 3:54
4. Waiting for the End (TV Track) – 3:54

CD promozionale (Stati Uniti)
1. Waiting for the End (Clean) – 3:51

Download digitale – 1ª versione
1. Waiting for the End – 3:51
2. The Catalyst ("Guitarmagedon" Does It Offend You, Yeah? Remix) – 3:06

CD singolo (Europa), download digitale – 2ª versione
1. Waiting for the End – 3:51
2. Waiting for the End (The Glitch Mob Remix) – 4:53

## Formazione
Hanno partecipato alle registrazioni, secondo le note di copertina di A Thousand Suns:
Gruppo
- Chester Bennington – voce
- Rob Bourdon – batteria, cori
- Brad Delson – tastiera, campionatore, cori
- Phoenix – basso, cori
- Joe Hahn – giradischi, campionatore, programmazione, cori
- Mike Shinoda – voce, chitarra, pianoforte, tastiera, campionatore, programmazione

Produzione
- Rick Rubin – produzione
- Mike Shinoda – produzione, ingegneria del suono, montaggio Pro Tools
- Ethan Mates, Josh Newell – ingegneria del suono, montaggio Pro Tools
- Brad Delson – montaggio Pro Tools aggiuntivo
- Neal Avron – missaggio
- Nicolas Fournier – assistenza missaggio
- Vlado Meller – mastering
- Mark Santangelo – assistenza mastering

## Classifiche

### Classifiche settimanali
| Classifica (2010)                | Posizione massima |
| -------------------------------- | ----------------- |
| Austria                          | 34                |
| Belgio (Fiandre)                 | 70                |
| Canada                           | 55                |
| Germania                         | 29                |
| Regno Unito                      | 90                |
| Repubblica Ceca                  | 34                |
| Stati Uniti                      | 42                |
| Stati Uniti (alternative)        | 1                 |
| Stati Uniti (mainstream rock)    | 37                |
| Stati Uniti (rock & alternative) | 2                 |
| Svizzera                         | 58                |

### Classifiche di fine anno
| Classifica (2011)                | Posizione |
| -------------------------------- | --------- |
| Stati Uniti (rock & alternative) | 10        |